# Juicio de Paris (mosaico)

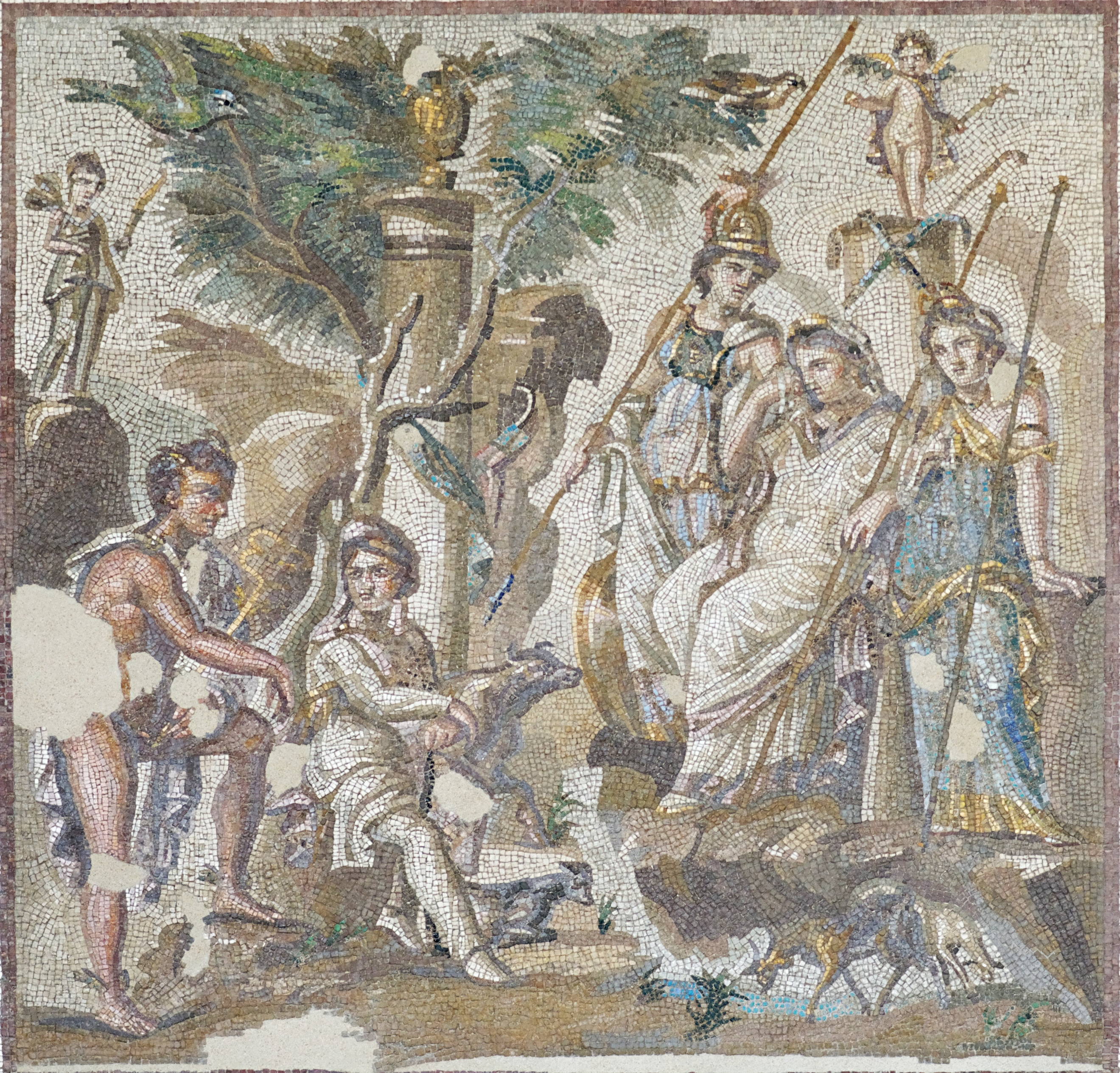
El Juicio de París(desde el triclinio de la Casa del Atrio en Antioquía del Orontes.

El Juicio de París es el tema de un mosaico de principios del siglo II a. C., descubierto en 1932 en Antioquía. Es uno de los mosaicos más importantes de la antigua ciudad, que estaba situada a poca distancia del emplazamiento de la actual Antakya (Antioquía). El mosaico se conserva normalmente en París, en el Louvre (Ma 3443), aunque también fue presentado en otras exposiciones. En 2007 estaba previsto que formara parte de una exposición itinerante de piezas importantes que el Louvre organizó en Estados Unidos.

## Descripción
El mosaico representa el juicio de Paris, uno de los incidentes que condujeron a la guerra de Troya. Paris aparece sentado en el centro de la escena, donde se le pide que determine cuál de las tres diosas, Hera, Atenea o Afrodita, es la más bella. Las diosas están a la derecha, mientras que a la izquierda está Hermes, observando. Por encima de él, Psique observa desde una roca, mientras que a su derecha, por encima y detrás de las divinas contendientes, Eros mira desde lo alto de un pilar convenientemente situado. La composición está enmarcada por un rico motivo floral en el que destacan las hojas de vid. 
El mosaico tiene forma cuadrada, cuyos lados miden 186 cm de largo. Originalmente se integraba en un gran mosaico de suelo con cinco imágenes diferentes, formando el suelo del comedor de una gran casa con atrio. El Juicio de París era la imagen central y de mayor tamaño, con otras dos imágenes a cada lado. Estos cuatro mosaicos se encuentran repartidos entre los siguientes museos: 
- El concurso de beber de Hércules (Museo de Arte de Worcester)
- Afrodita y Adonis (Museo de Arte, Universidad de Princeton)
- Ménade bailarina (Museo de Arte de Baltimore)
- Sátiro danzante (Museo de Arte de Baltimore)

El arqueólogo Doro Levi vio una cierta influencia impresionista en la obra, sobre todo en lo que respecta a la interacción entre la luz y las sombras.
El juicio de Paris fue un tema popular en la Antigüedad. Se han identificado seis obras de esta temática entre las pinturas murales de Pompeya; sin embargo, solo se han encontrado otras tres representaciones en mosaico, que se encuentran en Cos (Grecia) , Casariche (España) y la Villa Romana de Noheda (Villar de Domingo García, municipio de la provincia de Cuenca) (España). Esta última además del juicio contiene el rapto de Helena, el viaje en barco y el posterior desembarco en Troya.